# Kristina Richter
Kristina Richter   (Zwickau, 24 d'octubre de 1946) fou una jugadora d'handbol alemanya que va competir sota bandera de la República Democràtica Alemanya durant les dècades de 1960 i 1970.
El 1976 va prendre part en els Jocs Olímpics de Mont-real, on guanyà la medalla de plata en la competició d'handbol. En aquests Jocs va ser l'encarregada de dur la bandera nacional durant la cerimònia inaugural. Quatre anys més tard, als Jocs de Moscou, guanyà la medalla de bronze.
En el seu palmarès també destaquen tres campionats del món d'handbol, el 1971, 1975 i 1978. Jugà un total de 235 partits internacionals per a la RDA, en què va marcar 880 gols.
A nivells de clubs jugà al Berliner TSC, amb qui guanyà les lligues de l'Alemanya de l'Est de 1974, 1977, 1978 i 1980, la Copa de l'Alemanya de l'Est de 1977 a 1980, la Copa d'Europa de 1978 i la Recopa d'Europa de 1977 i 1979.